# Diễu hành tự hào
Diễu hành tự hào (tiếng Anh: pride parade), cũng được gọi là sự kiện tự hào hoặc lễ hội tự hào, là cuộc diễu hành hay lễ hội dành cho người LGBT (đồng tính luyến ái, song tính luyến ái và chuyển giới). Sự kiện này được tổ chức hằng năm vào khoảng tháng 6 để tưởng nhớ sự kiện Bạo động Stonewall, một sự kiện quan trọng trong lịch sử đấu tranh cho quyền lợi của người LGBT, đồng thời biểu dương văn hóa LGBT.

## Lịch sử

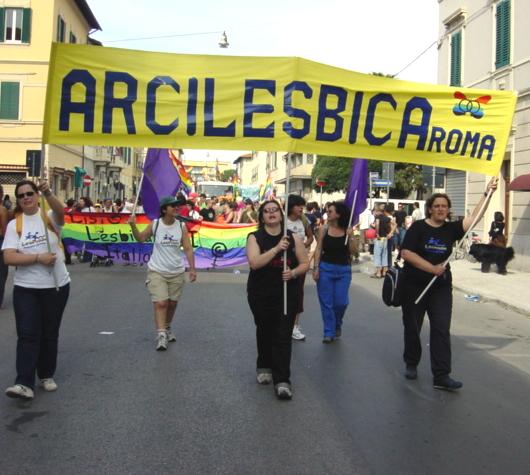
Tổ chức người đồng tính nữ Arcilesbica trong Diễu hành Niềm tự hào Đồng tính Quốc gia của Ý ở Grosseto, Ý, năm 2004.

Cuộc nổi loạn Stonewall là một loạt các vụ bạo lực và tự phát chống lại cuộc đột kích của cảnh sát vào rạng sáng ngày 28 tháng 6 năm 1969 ở quán rượu Stonewall tại khu Greenwich Village, New York. Người ta thường cho rằng đây là sự kiện chống trả đầu tiên trong lịch sử Hoa Kỳ của những người đồng tính đối với hệ thống công quyền đã ngược đãi họ. Nó đã đánh dấu bước khởi đầu của phong trào đấu tranh cho quyền lợi của người đồng tính ở Hoa Kỳ và trên toàn thế giới.
Lễ kỷ niệm cuộc bạo loạn lần đầu tiên được tổ chức bởi Mặt trận giải phóng người đồng tính (Gay Liberation Front) vào ngày 28-6-1970 ở New York. Những sự kiện tương tự diễn ra tại Los Angeles và San Francisco. Trước đó một ngày (27-6-1970) diễu hành cũng được tổ chức ở Chicago.
Những cuộc diễu hành đầu tiên thì nghiêm túc nhưng vui vẻ để thu hút nhiều cá nhân hoạt động. Nhiều cuộc diễu hành được tổ chức các năm sau đó và ngày càng có nhiều cuộc diễu hành thường niên trên khắp thế giới. Chúng được gọi là Diễu hành giải phóng người đồng tính (Gay Liberation Marches) hoặc Ngày tự do của người đồng tính (Gay Freedom Day).
Vào những năm 1980, người ta thay bằng tên gọi Niềm tự hào người đồng tính (Gay Pride).

## Diễu hành
Những cuộc diễu hành lớn thường có xe diễu hành, vũ công, những người hóa trang và nhạc được bật lớn và có cả những nhóm người hoạt động chính trị và giáo dục như những chính khách địa phương và các tổ chức LGBT dưới nhiều dạng khác nhau.
Hầu hết các cuộc diễu hành tưởng nhớ các nạn nhân của căn bệnh AIDS và bạo hành đối với người đồng tính. Vài cuộc diễu hành quan trọng được tài trợ bởi chính phủ và các mạnh thường quân. Các cuộc diễu hành này cũng giới thiệu về thành phố mà chúng được tổ chức.